# León Carlos de Austria
León Carlos María Cirilo Metodio de Habsburgo-Lorena (Pula, Istria, 5 de julio de 1893 - Bestwina, Voivodato de Silesia, 28 de abril de 1939), fue un archiduque de Austria que también se desempeñó como militar. Él fue el quinto hijo del matrimonio entre el archiduque Carlos Esteban de Austria, y la archiduquesa María Teresa de Austria-Toscana.
En 1913, León Carlos y su hermano, Guillermo, se incribierón en la academia militar imperial de Wiener-Neustadt. En ese mismo año, al cumplir la mayoría de edad según lo establecido por la Casa de Habsburgo (20 años), ingresó a la Orden del Toisón de Oro, una Orden de caballería de la Casa de Habsburgo.
En un principio, se desempeñó como militar en el ejército austriaco, pero tiempo después, con de la caída del Imperio de los Habsburgo, se desempeñó con gran distinción en el ejército polaco.
En octubre de 1922, León Carlos se casó con María Clotilde de Thuilleres, una mujer de la nobleza austriaca.
León Carlos fue el padre del Conde León Esteban de Habsburgo, nacido el 12 de junio de 1928.
Falleció de tuberculosis, en Bestwina, Voivodato de Silesia (Polonia), el 28 de abril de 1939. Sus restos se encuentran enterrados en el cementerio local de Bestwina.